# گناه کشیش موره
گناه کشیش موره (انگلیسی: La Faute de l'Abbé Mouret) عنوان پنجمین رمان از مجموعهٔ بیست جلدی چرخهٔ مشهور امیل زولا، نویسنده، روزنامه‌نگار و نمایش نامه نویس فرانسوی موسوم به روگن ماکار است، کتاب در سال ۱۸۷۵ منتشر گردید

## شرح کوتاهی بر کتاب
کتاب گناه کشیش موره در حقیقت زیر مجموعهٔ رمان قبلی زولا با نام فتح پلاسان است، ماجرای کتاب همچون رمان قبلی با تمرکز بر روی یک روستای دور افتاده نگاشته شده‌است. این کتاب یک اثر غیرمنتظره از جانب زولا است، رمان شامل تعداد بسیار کمی از شخصیت‌ها و مکان‌ها است و سطح مشاهدهٔ رئالیستی در مقایسه با فانتزی آشکارترین آثار نامتعارف نویسنده دارد. با این حال با توجه به سبک خاص نویسنده اش و چیره‌دستی وی در تشریح اشخاص و مکان‌ها یک رمان فوق‌العاده و قابل خواندن است، نوع نگارش زولا در تک تک آثار مجموعهٔ روگن ماکار همچون کمدی انسانی بالزاک به شکلی است که خواننده حتی بدون خواندن آثار قبلی (که مکمل یکدیگر) هستند به هیچ عنوان احساس خلأ و سر در گمی نمی‌کند.